# 船はうたう
「船はうたう」（ふねはうたう）は、1997年10月から11月まで、NHKの音楽番組『みんなのうた』で放送された楽曲。作詞：杉山響子、作曲：杉山弘幸、編曲・歌：B.DOG.B.B。